# Spanje op het Eurovisiesongfestival 1977
Spanje nam deel aan het Eurovisiesongfestival 1977 in Londen (Verenigd Koninkrijk). Het was de 17de deelname van het land aan het festival.

## Selectieprocedure
In tegenstelling tot 1976 werd er dit jaar niet gekozen voor een nationale finale, maar koos de TVE intern een kandidaat.
Men koos voor de Spaanse zanger Micket met het lied Enséñame a cantar.

## In Londen
In Londen moest Spanje optreden als 14de, net na Zweden en voor Italië. Op het einde van de puntentelling hadden ze 52 punten verzameld, goed voor een 9de plaats.
Nederland had 6 punten over voor het lied, België zelfs zeven.

### Gekregen punten

#### Finale
| 12 punten | 10 punten     | 8 punten                            | 7 punten                                            | 6 punten     |
| --------- | ------------- | ----------------------------------- | --------------------------------------------------- | ------------ |
|           |               |                                     | - België - Duitsland - Finland - Italië - Luxemburg | - Nederland  |
| 5 punten  | 4 punten      | 3 punten                            | 2 punten                                            | 1 punt       |
|           | - Griekenland | - Verenigd Koninkrijk - Zwitserland |                                                     | - Oostenrijk |

### Punten gegeven door Spanje

#### Finale
Punten gegeven in de finale:
| 12 punten | Griekenland         |
| 10 punten | Frankrijk           |
| 8 punten  | Monaco              |
| 7 punten  | Luxemburg           |
| 6 punten  | Israël              |
| 5 punten  | Duitsland           |
| 4 punten  | Ierland             |
| 3 punten  | Verenigd Koninkrijk |
| 2 punten  | Italië              |
| 1 punt    | Nederland           |

1961 · 1962 · 1963 · 1964 · 1965 · 1966 · 1967 · 1968 · 1969 · 1970 · 1971 · 1972 · 1973 · 1974 · 1975 · 1976 · 1977 · 1978 · 1979 · 1980 · 1981 · 1982 · 1983 · 1984 · 1985 · 1986 · 1987 · 1988 · 1989 · 1990 · 1991 · 1992 · 1993 · 1994 · 1995 · 1996 · 1997 · 1998 · 1999 · 2000 · 2001 · 2002 · 2003 · 2004 · 2005 · 2006 · 2007 · 2008 · 2009 · 2010 · 2011 · 2012 · 2013 · 2014 · 2015 · 2016 · 2017 · 2018 · 2019 · 2020 · 2021 · 2022 · 2023 · 2024 · 2025